# Universidad Naropa

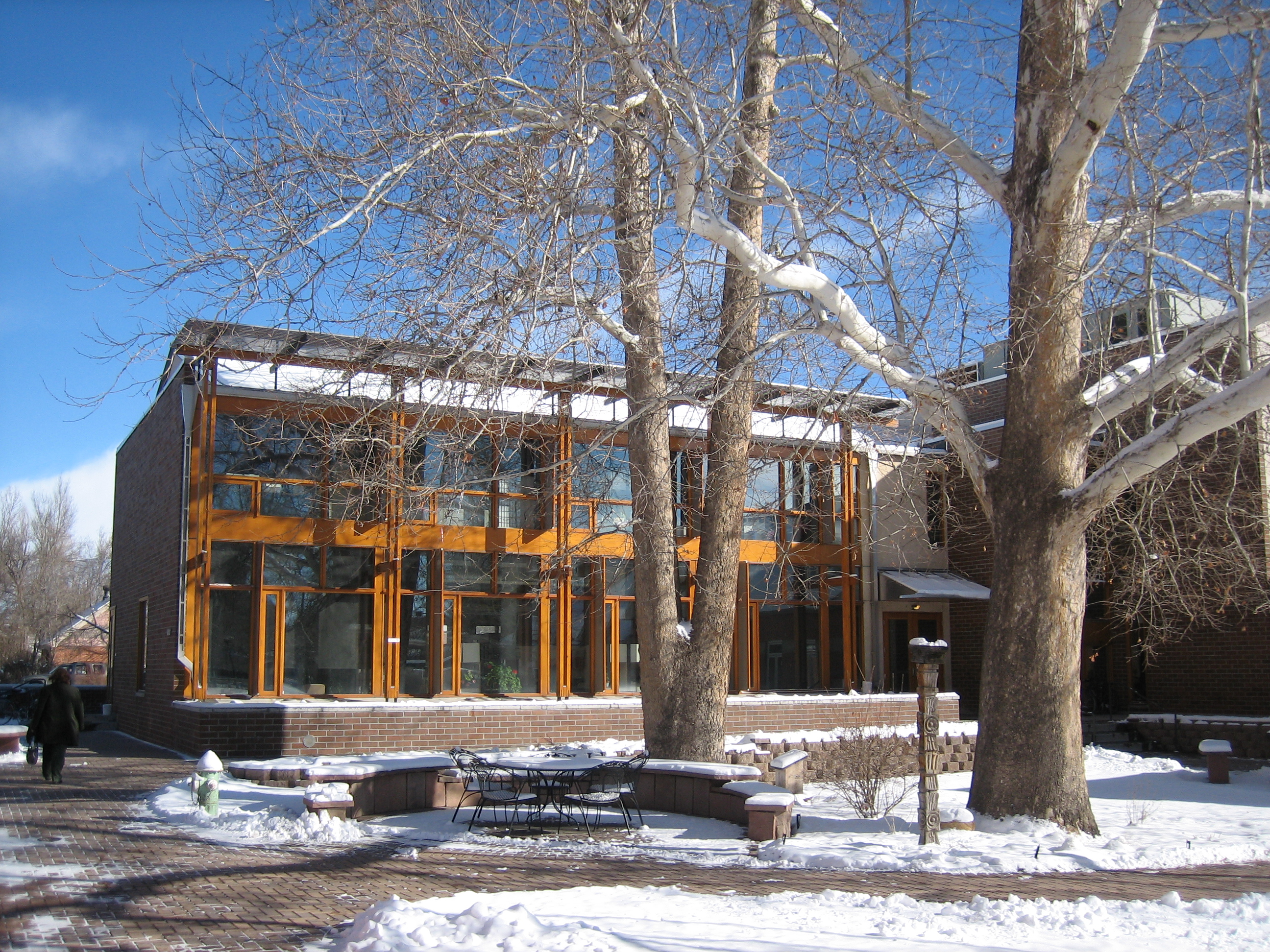
Edificio de la administración de la universidad

La Universidad Naropa es una universidad privada estadounidense de Boulder, Colorado, fundada en 1974 por el maestro budista tibetano Chögyam Trungpa, la cual lleva el nombre del sabio budista indio del siglo XI Naropa, un abad de Nalanda. La universidad se describe a sí misma como de inspiración budista, ecuménica y no sectaria.
La Universidad Naropa fue acreditada por la North Central Association of Colleges and Schools en 1988, lo que la convirtió en la primera institución académica de inspiración budista en recibir una acreditación regional en Estados Unidos. La universidad ha acogido a varios poetas beat bajo los auspicios de la Jack Kerouac School.

## Historia
La Universidad Naropa fue fundada por Chögyam Trungpa, un tulku tibetano exiliado, perteneciente al linaje Karma Kagyu y Nyingma. Trungpa emigró a Estados Unidos en 1970, creó en 1973 la organización Vajradhatu, y luego en 1974, estableció el Instituto Naropa bajo la Fundación Nalanda. Inicialmente, la Fundación Nalanda y Vajradhatu estaban estrechamente vinculadas y tenían juntas directivas casi idénticas. En los años subsiguientes se fueron diferenciando como instituciones independientes.
Trungpa pidió a los poetas Allen Ginsberg, Anne Waldman, John Cage y Diane di Prima que fundaran un departamento de poética en Naropa durante la primera sesión de verano. A Ginsberg y Waldman, quienes vivieron en Boulder el primer verano, se les ocurrió el nombre de la Jack Kerouac School: escuela de poética no corpórea Jack Kerouac.

Los primeros programas formales de grado de Naropa se ofrecieron en 1975 y 1976, los cuales incluían licenciaturas en estudios budistas y artes visuales, una maestría en psicología, una maestría en artes visuales, así como certificados en artes expresivas (artes vivas), danza, teatro y poética.

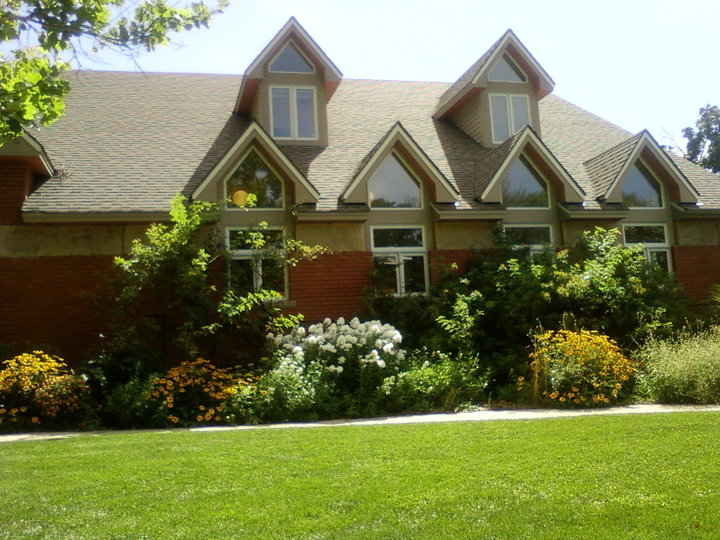
Biblioteca Allen Ginsberg

La maestría en psicología fue planeada originalmente como una extensión del programa Maitri de Trungpa, un curso de meditación de 16 semanas que se realizaba en Connecticut, basado en las enseñanzas Vajrayana sobre patrones de energía dentro de la mente y el cuerpo. Trungpa le pidió a Marvin Casper que reestructurara el programa Maitri para que la Universidad Naropa como un programa de posgrado completo en «psicología contemplativa». Casper pasó a presidir ese departamento y editar dos de los libros de Trungpa. Al comienzo, para obtener el título los estudiantes debían asistir a tres de las sesiones de verano del instituto, tomar dos programas Maitri en Connecticut y completar un proyecto personal de seis meses.

En 1977, a instancias de Trungpa, la administración de Naropa tomó la decisión de buscar la acreditación regional. Las visitas de evaluación continuaron hasta 1986, y en 1988 el Instituto Naropa recibió la acreditación de la Asociación Centro Norte de Colleges y Escuelas. A mediados de la década de 1980, Barbara Dilley entonces presidente de  la universidad, le pidió a Lucien Wulsin que dirigiera la junta directiva. Uno de los primeros actos de Wulsin fue separar formalmente a Naropa de Vajradhatu. Los lazos con Vajradhatu se debilitaron aún más, con el traslado de la sede principal de Vajradhatu a Halifax, Canadá, y luego con el fallecimiento de Trungpa en 1987.

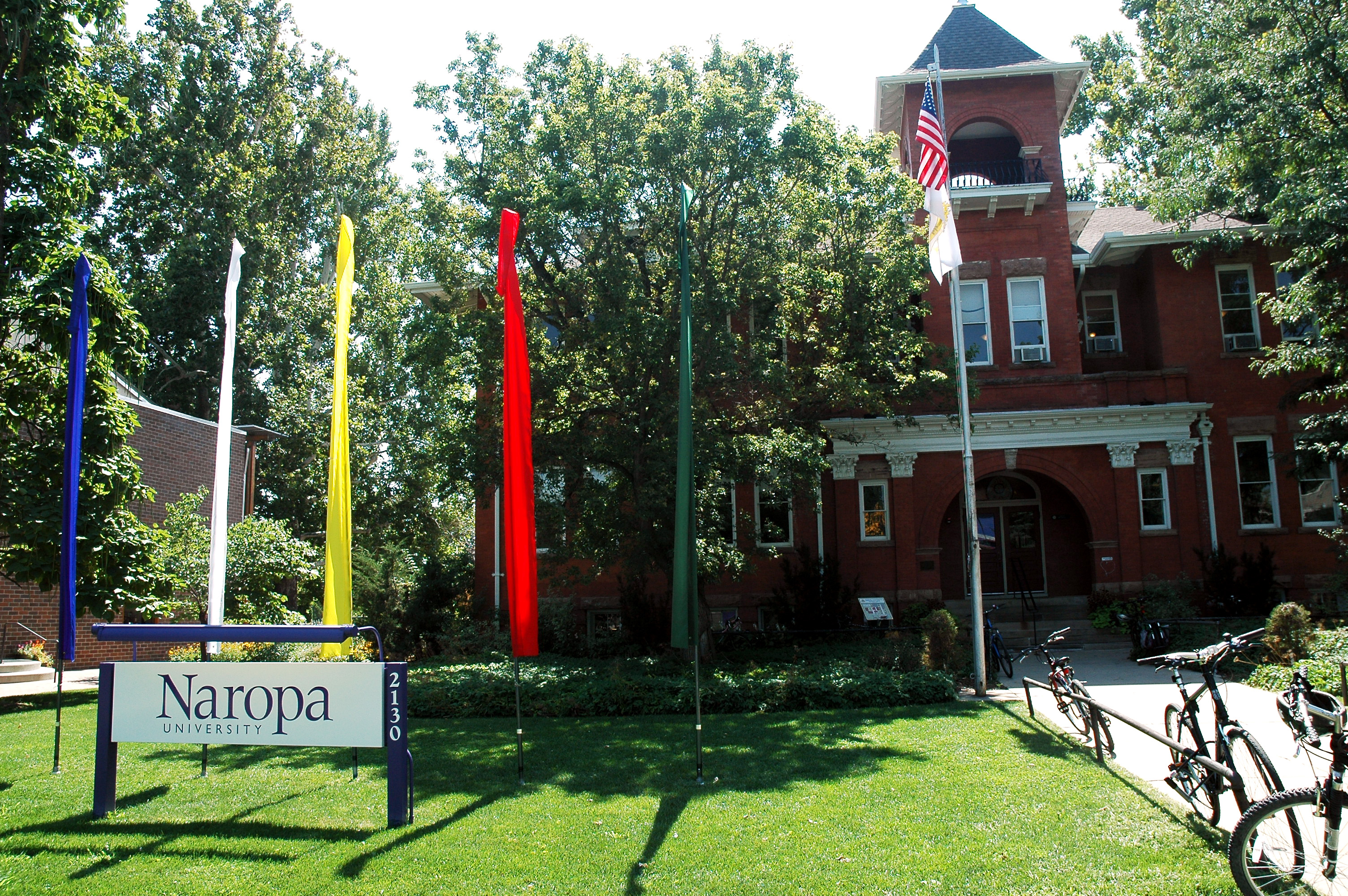
Campus Arapahoe, el principal campus de la Universidad Naropa

En 1991, el consejo de administración de Naropa nombró a John Cobb, un abogado formado en Harvard y budista practicante, como presidente.
La Universidad Naropa comenzó a participar en la investigación de electrofisiología en la Escuela de Graduados de Consejería y Psicología cuando la universidad introdujo entre 2012 y 2014, nuevos equipos para el estudio de la variabilidad de la frecuencia cardíaca, la respuesta galvánica de la piel y la respiración. Más tarde, Jordan Quaglia, PhD estableció entre 2016 y 2017, el Laboratorio de Ciencias Cognitivas y Afectivas para estudiar, mediante la electroencefalografía (EEG), las patrones de ondas cerebrales en 2016.

## Principios espirituales
Naropa promueve la educación contemplativa, un término utilizado principalmente por profesores asociados con la Universidad Naropa o las organizaciones budistas Shambhala, que incluye actividades como la meditación, la ceremonia japonesa del té, el taichi, el laberinto cristiano y el ikebana. La descripción de Naropa de la educación contemplativa hace un uso liberal del lenguaje y los conceptos budistas. En su catálogo de presentación, la universidad habla de «estudiantes comprometidos de todo corazón en prácticas de conciencia plena para cultivar el estar en el momento presente » (...) «el desarrollo de la apertura, la autoconciencia y la percepción» (...) y el «trabajo interior» (...) «como preparación para el trabajo compasivo y transformador en el mundo».